# Rubino Romeo Salmoni
Rubino Romeo Salmoni (22 de enero de 1920, Roma - 11 de julio de 2011, Ibidem) fue un superviviente del campo de concentración de Auschwitz.

## Biografía
Salmoni fue deportado a Auschwitz en abril de 1944, donde se le asignó el número A15810. En ese mismo campo murieron sus dos hermanos, pero él logró salir con vida al ser liberado en enero de 1945. De regreso a Roma, Rubino escribió el libro Alla fine ho sconfitto Hitler -traducido como Al final derroté a Hitler-, donde narra sus vivencias. Estas inspiraron la película La vida es bella (1997), de Roberto Benigni.